# Uruguai nos Jogos Pan-Americanos de 2023
O Uruguai competiu nos Jogos Pan-Americanos de 2023 em Santiago, no Chile, de 20 de outubro a 5 de novembro de 2023. Foi a 19.ª aparição do país nos Jogos Pan-Americanos, tendo participado de todas as edições desde a estreia dos Jogos, em 1951.

## Competidores
Abaixo está a lista do número de competidores (por gênero) participando dos jogos por esporte/disciplina.
| Esporte               | Masculino | Feminino | Total |
| --------------------- | --------- | -------- | ----- |
| Basquetebol           | 4         | 4        | 8     |
| Boxe                  | 1         | 1        | 2     |
| Canoagem              | 3         | 0        | 3     |
| Caratê                | 2         | 0        | 2     |
| Ciclismo              | 3         | 1        | 4     |
| Futebol               | 18        | 0        | 18    |
| Handebol              | 14        | 0        | 14    |
| Hipismo               |           |          | 10    |
| Hóquei sobre a grama  | 0         | 16       | 16    |
| Levantamento de peso  | 2         | 2        | 4     |
| Natação artística     | 0         | 2        | 2     |
| Patinação sobre rodas | 0         | 2        | 2     |
| Pelota basca          | 3         | 4        | 7     |
| Pentatlo moderno      | 1         | 1        | 2     |
| Remo                  | 10        | 7        | 17    |
| Rugby sevens          | 12        | 0        | 12    |
| Surfe                 | 2         | 0        | 2     |
| Taekwondo             | 1         | 0        | 1     |
| Tiro esportivo        | 1         | 0        | 1     |
| Vela                  | 3         | 3        | 6     |
| Total                 | 80        | 43       | 133   |

## Basquetebol
3x3

### Masculino
O Uruguai qualificou uma equipe masculina (de 4 atletas) após terminar entre as seis melhores nações do ranking mundial de 3x3 da FIBA, não qualificadas previamente.
Sumário
| Equipe            | Evento    | Fase preliminar      | Fase preliminar      | Fase preliminar      | Fase preliminar      | Fase preliminar      | Fase preliminar | Semifinal            | Final / MB / Po.     | Final / MB / Po. |
| Equipe            | Evento    | Adversário Resultado | Adversário Resultado | Adversário Resultado | Adversário Resultado | Adversário Resultado | Posição         | Adversário Resultado | Adversário Resultado | Posição          |
| ----------------- | --------- | -------------------- | -------------------- | -------------------- | -------------------- | -------------------- | --------------- | -------------------- | -------------------- | ---------------- |
| Uruguai masculino | Masculino |                      |                      |                      |                      |                      |                 |                      |                      |                  |

### Feminino
O Uruguai qualificou uma equipe feminina (de 4 atletas) após terminar entre as seis melhores nações do ranking mundial de 3x3 da FIBA, não qualificadas previamente.
Sumário
| Equipe           | Evento   | Fase preliminar      | Fase preliminar      | Fase preliminar      | Fase preliminar      | Fase preliminar      | Fase preliminar | Semifinal            | Final / MB / Po.     | Final / MB / Po. |
| Equipe           | Evento   | Adversário Resultado | Adversário Resultado | Adversário Resultado | Adversário Resultado | Adversário Resultado | Posição         | Adversário Resultado | Adversário Resultado | Posição          |
| ---------------- | -------- | -------------------- | -------------------- | -------------------- | -------------------- | -------------------- | --------------- | -------------------- | -------------------- | ---------------- |
| Uruguai feminino | Feminino |                      |                      |                      |                      |                      |                 |                      |                      |                  |

## Boxe
O Uruguai qualificou dois boxeadores (um homem e uma mulher) após atingir a final dos Jogos Sul-Americanos de 2022.
Masculino
| Atleta         | Evento   | Quartas-de-final     | Semifinal            | Final                | Final   |
| Atleta         | Evento   | Adversário Resultado | Adversário Resultado | Adversário Resultado | Posição |
| -------------- | -------- | -------------------- | -------------------- | -------------------- | ------- |
| Javier Cardozo | –63,5 kg |                      |                      |                      |         |

Feminino
| Atleta         | Evento | Quartas-de-final     | Semifinal            | Final                | Final   |
| Atleta         | Evento | Adversário Resultado | Adversário Resultado | Adversário Resultado | Posição |
| -------------- | ------ | -------------------- | -------------------- | -------------------- | ------- |
| Camila Piñeiro | –60 kg |                      |                      |                      |         |

## Canoagem

### Velocidade
O Uruguai qualificou um total de três canoístas de velocidade (três homens).
Masculino
| Atleta | Evento     | Eliminatória | Eliminatória | Semifinal | Semifinal | Final | Final   |
| Atleta | Evento     | Tempo        | Posição      | Tempo     | Posição   | Tempo | Posição |
| ------ | ---------- | ------------ | ------------ | --------- | --------- | ----- | ------- |
|        | K-1 1000 m |              |              |           |           |       |         |
|        | K-2 500 m  |              |              |           |           |       |         |

## Caratê
O Uruguai qualificou uma equipe de dois caratecas masculinos nos Jogos Sul-Americanos de 2022.
Kumite
| Atleta | Evento           | Fase de grupos       | Fase de grupos       | Fase de grupos       | Fase de grupos | Semifinal            | Final                | Final   |
| Atleta | Evento           | Adversário Resultado | Adversário Resultado | Adversário Resultado | Posição        | Adversário Resultado | Adversário Resultado | Posição |
| ------ | ---------------- | -------------------- | -------------------- | -------------------- | -------------- | -------------------- | -------------------- | ------- |
|        | −60 kg masculino |                      |                      |                      |                |                      |                      |         |
|        | −75 kg masculino |                      |                      |                      |                |                      |                      |         |

## Ciclismo
O Uruguai qualificou 4 ciclistas (3 homens e 1 mulher).

### Estrada
| Atleta | Evento                             | Tempo | Posição |
| ------ | ---------------------------------- | ----- | ------- |
|        | Estrada contra o relógio masculino |       |         |
|        | Corrida em estrada masculina       |       |         |
|        |                                    |       |         |
|        | Corrida em estrada feminina        |       |         |

## Futebol

### Masculino
O Uruguai qualificou uma equipe masculina (de 18 atletas) com duas rodadas de antecedência da final do Campeonato Sul-Americano de Futebol Sub-20 de 2023.
Sumário
Key:
- A.T.E – Após tempo extra.
- P – Partida decidida na disputa por pênaltis.

| Equipe            | Evento    | Fase de grupos       | Fase de grupos       | Fase de grupos       | Fase de grupos | Semifinal            | Final / MB / Po.     | Final / MB / Po. |
| Equipe            | Evento    | Adversário Resultado | Adversário Resultado | Adversário Resultado | Posição        | Adversário Resultado | Adversário Resultado | Posição          |
| ----------------- | --------- | -------------------- | -------------------- | -------------------- | -------------- | -------------------- | -------------------- | ---------------- |
| Uruguai masculino | Masculino |                      |                      |                      |                |                      |                      |                  |

## Handebol

### Masculino
O Uruguai qualificou uma equipe masculina (de 14 atletas) após terminar como a segunda melhor equipe ainda não classificada nos Jogos Sul-Americanos de 2022.
Sumário
| Equipe            | Evento    | Fase de grupos       | Fase de grupos       | Fase de grupos       | Fase de grupos | Semifinal            | Final / MB / Po.     | Final / MB / Po. |
| Equipe            | Evento    | Adversário Resultado | Adversário Resultado | Adversário Resultado | Posição        | Adversário Resultado | Adversário Resultado | Posição          |
| ----------------- | --------- | -------------------- | -------------------- | -------------------- | -------------- | -------------------- | -------------------- | ---------------- |
| Uruguai masculino | Masculino |                      |                      |                      |                |                      |                      |                  |

## Hipismo
O Uruguai qualificou uma equipe de 10 ginetes (dois no Adestramento, quatro no CCE e quatro nos Saltos).

### Adestramento
| Atleta | Cavalo | Evento     | Classificação                 | Classificação                 | Classificação                       | Classificação                       | Classificação | Classificação | Grand Prix Freestyle / Intermediate I Freestyle | Grand Prix Freestyle / Intermediate I Freestyle |
| Atleta | Cavalo | Evento     | Grand Prix / Prix St. Georges | Grand Prix / Prix St. Georges | Grand Prix Special / Intermediate I | Grand Prix Special / Intermediate I | Total         | Total         | Grand Prix Freestyle / Intermediate I Freestyle | Grand Prix Freestyle / Intermediate I Freestyle |
| Atleta | Cavalo | Evento     | Resultado                     | Posição                       | Resultado                           | Posição                             | Resultado     | Posição       | Resultado                                       | Posição                                         |
| ------ | ------ | ---------- | ----------------------------- | ----------------------------- | ----------------------------------- | ----------------------------------- | ------------- | ------------- | ----------------------------------------------- | ----------------------------------------------- |
|        |        | Individual |                               |                               |                                     |                                     |               |               |                                                 |                                                 |
|        |        |            |                               |                               |                                     |                                     |               |               |                                                 |                                                 |

### CCE
| Atleta | Cavalo | Evento     | Adestramento | Adestramento | Cross-country | Cross-country | Saltos | Saltos  | Total  | Total   |
| Atleta | Cavalo | Evento     | Pontos       | Posição      | Pontos        | Posição       | Pontos | Posição | Pontos | Posição |
| ------ | ------ | ---------- | ------------ | ------------ | ------------- | ------------- | ------ | ------- | ------ | ------- |
|        |        | Individual |              |              |               |               |        |         |        |         |
|        |        |            |              |              |               |               |        |         |        |         |
|        |        |            |              |              |               |               |        |         |        |         |
|        |        |            |              |              |               |               |        |         |        |         |
|        |        | Equipe     |              |              |               |               |        |         |        |         |

### Saltos
| Atleta | Cavalo | Evento     | Classificação | Classificação | Classificação | Classificação | Classificação | Classificação | Classificação | Classificação | Final    | Final    | Final    | Final    | Final  | Final   |
| Atleta | Cavalo | Evento     | Rodada 1      | Rodada 1      | Rodada 2      | Rodada 2      | Rodada 3      | Rodada 3      | Total         | Total         | Rodada A | Rodada A | Rodada B | Rodada B | Total  | Total   |
| Atleta | Cavalo | Evento     | Faltas        | Posição       | Faltas        | Posição       | Faltas        | Posição       | Faltas        | Posição       | Faltas   | Posição  | Faltas   | Posição  | Faltas | Posição |
| ------ | ------ | ---------- | ------------- | ------------- | ------------- | ------------- | ------------- | ------------- | ------------- | ------------- | -------- | -------- | -------- | -------- | ------ | ------- |
|        |        | Individual |               |               |               |               |               |               |               |               |          |          |          |          |        |         |
|        |        |            |               |               |               |               |               |               |               |               |          |          |          |          |        |         |
|        |        |            |               |               |               |               |               |               |               |               |          |          |          |          |        |         |
|        |        |            |               |               |               |               |               |               |               |               |          |          |          |          |        |         |
|        |        | Equipes    |               |               |               |               |               |               |               |               | —        | —        | —        | —        | —      | —       |

## Hóquei sobre grama

### Feminino
O Uruguai qualificou uma equipe feminina (de 16 atletas) após terminar em 5º na Copa Pan-Americana de 2022. 
Sumário
| Equipe           | Evento   | Fase preliminar      | Fase preliminar      | Fase preliminar      | Fase preliminar | Quartas-de-final     | Semifinal            | Final / MB / Po.     | Final / MB / Po. |
| Equipe           | Evento   | Adversário Resultado | Adversário Resultado | Adversário Resultado | Posição         | Adversário Resultado | Adversário Resultado | Adversário Resultado | Posição          |
| ---------------- | -------- | -------------------- | -------------------- | -------------------- | --------------- | -------------------- | -------------------- | -------------------- | ---------------- |
| Uruguai feminino | Feminino |                      |                      |                      |                 |                      |                      |                      |                  |

## Levantamento de peso
O Uruguai qualificou quatro halterofilistas (dois homens e duas mulheres).
| Atleta | Evento | Arranco   | Arranco | Arremesso | Arremesso | Total | Posição |
| Atleta | Evento | Resultado | Posição | Resultado | Posição   | Total | Posição |
| ------ | ------ | --------- | ------- | --------- | --------- | ----- | ------- |
|        |        |           |         |           |           |       |         |
|        |        |           |         |           |           |       |         |
|        |        |           |         |           |           |       |         |
|        |        |           |         |           |           |       |         |

## Natação artística
O Uruguai qualificou uma equipe de duas nadadoras artísticas durante os Jogos Sul-Americanos de 2022.
| Atleta | Evento | Rotina técnica | Rotina técnica | Rotina livre (Final) | Rotina livre (Final) | Rotina livre (Final) | Rotina livre (Final) |
| Atleta | Evento | Pontos         | Posição        | Pontos               | Posição              | Pontos totais        | Posição              |
| ------ | ------ | -------------- | -------------- | -------------------- | -------------------- | -------------------- | -------------------- |
|        | Dueto  |                |                |                      |                      |                      |                      |

## Patinação sobre rodas

### Artística
O Uruguai qualificou uma mulher na patinação artística.
| Atleta | Evento   | Programa curto | Programa curto | Programa longo | Programa longo | Total     | Total   |
| Atleta | Evento   | Pontuação      | Posição        | Pontuação      | Posição        | Pontuação | Posição |
| ------ | -------- | -------------- | -------------- | -------------- | -------------- | --------- | ------- |
|        | Feminino |                |                |                |                |           |         |

### Skate
O Uruguai qualificou uma skatista feminina através do Ranking Olímpico Mundial.
Feminino
| Atleta | Evento | Classificação | Classificação | Final     | Final   |
| Atleta | Evento | Pontuação     | Posição       | Pontuação | Posição |
| ------ | ------ | ------------- | ------------- | --------- | ------- |
|        | Street |               |               |           |         |

## Pelota basca
O Uruguai qualificou uma equipe de sete atletas (três homens e quatro mulheres) através do Torneio Pan-Americano de Pelota Basca de 2023.
Masculino
| Atleta | Evento           | Fase preliminar   | Fase preliminar   | Fase preliminar   | Fase preliminar   | Fase preliminar | Semifinal         | Final / MB        | Posição |
| Atleta | Evento           | Partida 1         | Partida 2         | Partida 3         | Partida 4         | Posição         | Semifinal         | Final / MB        | Posição |
| Atleta | Evento           | Adversário Placar | Adversário Placar | Adversário Placar | Adversário Placar | Posição         | Adversário Placar | Adversário Placar | Posição |
| ------ | ---------------- | ----------------- | ----------------- | ----------------- | ----------------- | --------------- | ----------------- | ----------------- | ------- |
|        | Trinquete duplas |                   |                   |                   |                   |                 |                   |                   |         |
|        | Frontball        |                   |                   |                   |                   |                 |                   |                   |         |

Feminino
| Atleta | Evento                            | Fase preliminar   | Fase preliminar   | Fase preliminar   | Fase preliminar   | Fase preliminar | Semifinal         | Final / MB        | Posição |
| Atleta | Evento                            | Partida 1         | Partida 2         | Partida 3         | Partida 4         | Posição         | Semifinal         | Final / MB        | Posição |
| Atleta | Evento                            | Adversário Placar | Adversário Placar | Adversário Placar | Adversário Placar | Posição         | Adversário Placar | Adversário Placar | Posição |
| ------ | --------------------------------- | ----------------- | ----------------- | ----------------- | ----------------- | --------------- | ----------------- | ----------------- | ------- |
|        | Pelota de goma frontón individual |                   |                   |                   |                   |                 |                   |                   |         |
|        | Trinquete duplas                  |                   |                   |                   |                   |                 |                   |                   |         |
|        | Frontball                         |                   |                   |                   |                   |                 |                   |                   |         |

## Pentatlo moderno
O Uruguai qualificou dois pentatletas (um homem e uma mulher).
| Atleta | Evento            | Esgrima (Espada um toque) | Esgrima (Espada um toque) | Esgrima (Espada um toque) | Esgrima (Espada um toque) | Natação (200 m nado livre) | Natação (200 m nado livre) | Natação (200 m nado livre) | Hipismo (Saltos) | Hipismo (Saltos) | Hipismo (Saltos) | Tiro / Corrida (pistola a laser 10 m / 3000 m cross-country) | Tiro / Corrida (pistola a laser 10 m / 3000 m cross-country) | Tiro / Corrida (pistola a laser 10 m / 3000 m cross-country) | Total  | Total   |
| Atleta | Evento            | V – D                     | Posição                   | Pontos                    | PB                        | Tempo                      | Posição                    | Pontos                     | Penalidades      | Posição          | Pontos           | Tempo                                                        | Posição                                                      | Pontos                                                       | Pontos | Posição |
| ------ | ----------------- | ------------------------- | ------------------------- | ------------------------- | ------------------------- | -------------------------- | -------------------------- | -------------------------- | ---------------- | ---------------- | ---------------- | ------------------------------------------------------------ | ------------------------------------------------------------ | ------------------------------------------------------------ | ------ | ------- |
|        | Masculino         |                           |                           |                           |                           |                            |                            |                            |                  |                  |                  |                                                              |                                                              |                                                              |        |         |
|        | Feminino          |                           |                           |                           |                           |                            |                            |                            |                  |                  |                  |                                                              |                                                              |                                                              |        |         |
|        | Revezamento misto |                           |                           |                           |                           |                            |                            |                            |                  |                  |                  |                                                              |                                                              |                                                              |        |         |

## Remo
O Uruguai qualificou 17 remadores (dez homens e sete mulheres).
Masculino
| Atleta | Evento                | Eliminatória | Eliminatória | Repescagem | Repescagem | Semifinal | Semifinal | Final A/B | Final A/B |
| Atleta | Evento                | Tempo        | Posição      | Tempo      | Posição    | Tempo     | Posição   | Tempo     | Posição   |
| ------ | --------------------- | ------------ | ------------ | ---------- | ---------- | --------- | --------- | --------- | --------- |
|        | Skiff simples         |              |              |            |            |           |           |           |           |
|        | Skiff duplo           |              |              |            |            | —         | —         |           |           |
|        | Skiff quádruplo       |              |              | —          | —          | —         | —         |           |           |
|        | Dois sem              |              |              | —          | —          | —         | —         |           |           |
|        | Quatro sem            |              |              | —          | —          | —         | —         |           |           |
|        | Skiff duplo peso leve |              |              |            |            | —         | —         |           |           |

Feminino
| Atleta | Evento                | Eliminatória | Eliminatória | Repescagem | Repescagem | Semifinal | Semifinal | Final A/B | Final A/B |
| Atleta | Evento                | Tempo        | Posição      | Tempo      | Posição    | Tempo     | Posição   | Tempo     | Posição   |
| ------ | --------------------- | ------------ | ------------ | ---------- | ---------- | --------- | --------- | --------- | --------- |
|        | Skiff simples         |              |              |            |            |           |           |           |           |
|        | Skiff duplo           |              |              |            |            | —         | —         |           |           |
|        | Dois sem              |              |              | —          | —          | —         | —         |           |           |
|        | Skiff duplo peso leve |              |              |            |            | —         | —         |           |           |

Misto
| Atleta | Evento   | Final | Final   |
| Atleta | Evento   | Tempo | Posição |
| ------ | -------- | ----- | ------- |
|        | Oito com |       |         |

## Rugby sevens

### Masculino
O Uruguai qualificou uma equipe masculina (de 12 atletas) após terminar em terceiro nos Jogos Sul-Americanos de 2022.
Sumário
| Equipe            | Evento    | Fase de grupos       | Fase de grupos       | Fase de grupos       | Fase de grupos | Semifinal            | Final / MB / Po.     | Final / MB / Po. |
| Equipe            | Evento    | Adversário Resultado | Adversário Resultado | Adversário Resultado | Posição        | Adversário Resultado | Adversário Resultado | Posição          |
| ----------------- | --------- | -------------------- | -------------------- | -------------------- | -------------- | -------------------- | -------------------- | ---------------- |
| Uruguai masculino | Masculino |                      |                      |                      |                |                      |                      |                  |

## Surfe
O Uruguai qualificou dois surfistas masculinos. 
Artístico
| Atleta | Evento              | Rodada 1             | Rodada 2             | Rodada 3             | Rodada 4             | Repescagem 1         | Repescagem 2         | Repescagem 3         | Repescagem 4         | Repescagem 5         | Final / MB           | Final / MB |
| Atleta | Evento              | Adversário Resultado | Adversário Resultado | Adversário Resultado | Adversário Resultado | Adversário Resultado | Adversário Resultado | Adversário Resultado | Adversário Resultado | Adversário Resultado | Adversário Resultado | Posição    |
| ------ | ------------------- | -------------------- | -------------------- | -------------------- | -------------------- | -------------------- | -------------------- | -------------------- | -------------------- | -------------------- | -------------------- | ---------- |
|        | Longboard masculino |                      |                      |                      |                      |                      |                      |                      |                      |                      |                      |            |

Corrida
| Atleta | Evento                     | Tempo | Posição |
| ------ | -------------------------- | ----- | ------- |
|        | Stand up corrida masculino |       |         |

## Taekwondo
O Uruguai qualificou um atleta masculino para eventos de Kyorugi durante o Torneio Classificatório para os Jogos Pan-Americanos.
Kyorugi
Masculino
| Atleta | Evento | Oitavas-de-final     | Quartas-de-final     | Semifinais           | Repescagem           | Final / MB           | Final / MB |
| Atleta | Evento | Adversário Resultado | Adversário Resultado | Adversário Resultado | Adversário Resultado | Adversário Resultado | Posição    |
| ------ | ------ | -------------------- | -------------------- | -------------------- | -------------------- | -------------------- | ---------- |
|        | –68 kg |                      |                      |                      |                      |                      |            |

## Tiro esportivo
O Uruguai qualificou um atirador esportivo no Campeonato das Américas de Tiro de 2022.
Masculino
Espingarda
| Atleta | Evento         | Classificação | Classificação | Semifinal | Semifinal | Final / MB           | Final / MB |
| Atleta | Evento         | Pontos        | Posição       | Pontos    | Posição   | Adversário Resultado | Posição    |
| ------ | -------------- | ------------- | ------------- | --------- | --------- | -------------------- | ---------- |
|        | Fossa olímpica |               |               |           |           |                      |            |

## Vela
O Uruguai qualificou 4 barcos para um total de 6 velejadores.
Masculino
| Atleta | Evento | Regata | Regata | Regata | Regata | Regata | Regata | Regata | Regata | Regata | Regata | Regata | Regata | Regata | Total  | Total   |
| Atleta | Evento | 1      | 2      | 3      | 4      | 5      | 6      | 7      | 8      | 9      | 10     | 11     | 12     | M      | Pontos | Posição |
| ------ | ------ | ------ | ------ | ------ | ------ | ------ | ------ | ------ | ------ | ------ | ------ | ------ | ------ | ------ | ------ | ------- |
|        | 49er   |        |        |        |        |        |        |        |        |        |        |        |        |        |        |         |

Feminino
| Atleta            | Evento       | Regata | Regata | Regata | Regata | Regata | Regata | Regata | Regata | Regata | Regata | Regata | Regata | Regata | Total  | Total   |
| Atleta            | Evento       | 1      | 2      | 3      | 4      | 5      | 6      | 7      | 8      | 9      | 10     | 11     | 12     | M      | Pontos | Posição |
| ----------------- | ------------ | ------ | ------ | ------ | ------ | ------ | ------ | ------ | ------ | ------ | ------ | ------ | ------ | ------ | ------ | ------- |
| Dolores Fraschini | Laser radial |        |        |        |        |        |        |        |        |        |        | —      | —      |        |        |         |
|                   | Laser radial |        |        |        |        |        |        |        |        |        | —      |        |        |        |        |         |

Misto
| Atleta | Evento | Regata | Regata | Regata | Regata | Regata | Regata | Regata | Regata | Regata | Regata | Regata | Regata | Regata | Total  | Total   |
| Atleta | Evento | 1      | 2      | 3      | 4      | 5      | 6      | 7      | 8      | 9      | 10     | 11     | 12     | M      | Pontos | Posição |
| ------ | ------ | ------ | ------ | ------ | ------ | ------ | ------ | ------ | ------ | ------ | ------ | ------ | ------ | ------ | ------ | ------- |
|        | Snipe  |        |        |        |        |        |        |        |        |        |        | —      | —      |        |        |         |